# Walker Point
Der Walker Point ist eine Landspitze am östlichen Ende von Elephant Island im Archipel der Südlichen Shetlandinseln. Er liegt 5 km südwestlich des Kap Valentine.
Der Name des Kaps erscheint auf einer Landkarte, die im Zuge der gemeinsamen Fahrt des US-amerikanischen Robbenfängerkapitäns Nathaniel Palmer und seines britischen Pendants George Powell (1794–1824) im Dezember 1821 in dieses Gebiet entstand. Namensgeber ist vermutlich Kapitän John Walker, der Powell bei der Erstellung der Landkarte behilflich war.